# Julio Calvo Alfaro
Julio Calvo Alfaro (Zaragoza, 4 de julio de 1896 - Barcelona, 2 de diciembre de 1955) fue un representante comercial, escritor, abogado y político aragonesista.

## Biografía
Nacido en Zaragoza, con raíces familiares en Gargallo (Teruel), emigró de niño a Barcelona, junto a su familia. Su padre era representante comercial de varias empresas inglesas y estadounidenses, trabajo que Julio Calvo también ejerció durante varios años.
Su dominio del inglés y una fuerte vocación literaria le llevó a convertirse en traductor de varias editoriales catalanas, además de publicar también sus propios poemas y alguna novela y obra teatral. Estudió Derecho, carrera que acabó ejerciendo como laboralista tras la guerra civil española.
Estuvo casado con Josefa Tejero, con la que tuvo una hija, Josefina Calvo Tejero.

## Carrera política
Desde muy joven apareció como un activo aragonesista en Barcelona. Ya en 1917 formó parte como fundador de la Unión Regionalista de Barcelona (junto con Gaspar Torrente, Teodoro Barasona y José María Mur), ligada a la Unión Regionalista Aragonesa de Zaragoza. Fue nombrado presidente de la organización juvenil del partido, llamada Juventud Regionalista Aragonesa, en 1918 y pasó a formar parte de la Junta Directiva del partido. Desde ese puesto, y junto a Gaspar Torrente, impulsó la línea más nacionalista del partido, corriente que se impuso en octubre de 1919 y motivó el cambio de nombre de la organización por el de Unión Aragonesista.
A principios de 1920 fue sustituido como presidente de la Juventud, y pasó a dirigir El Ebro, publicación portavoz del partido aragonesista y en la que Calvo ya era colaborador habitual, publicando ensayos de marcado carácter aragonesista y federalista, como Doctrina regionalista en Aragón, Aragón-Estado o Ensayo sobre un programa político aragonés. Mantuvo la dirección de la publicación hasta 1925, aunque entre junio de 1920 y marzo de 1921 realizó un viaje por Inglaterra e Irlanda, dentro de su trabajo como comercial; en ese viaje se reforzó su sentimiento político, al ser testigo de diversos episodios de la guerra de Independencia irlandesa.
En 1923 pasó a formar parte de la Junta Directiva del Centro Aragonés de Barcelona, entidad en la que participó muy activamente, escribiendo en el Boletín de la entidad u organizando en 1927 unas jornadas sobre la participación aragonesa en el Descubrimiento de América.
También en 1927 fue elegido presidente de la Unión Aragonesista, cargo que mantuvo hasta la desaparición del partido en 1937. Desde esa presidencia participó muy activamente en la organización del Congreso Pro-Autonomía de Aragón, celebrado en Caspe entre el 1 y el 3 de mayo de 1936.
Tras la guerra, se retiró de la actividad pública, aunque a principios de los años 1950, y junto a José Aced, realizó un intento de resucitar El Ebro. Publicaron dos ediciones de una revista llamada Ebro. Cuadernos literarios, que no fueron bien vistos por las autoridades, por lo que abandonaron el proyecto.